# Santa Anita Park
 (avril 2025).
Si vous disposez d'ouvrages ou d'articles de référence ou si vous connaissez des sites web de qualité traitant du thème abordé ici, merci de compléter l'article en donnant les références utiles à sa vérifiabilité et en les liant à la section « Notes et références ».
Le Santa Anita Park est un hippodrome situé à Arcadia (banlieue de Los Angeles). Inauguré le 25 décembre 1934, l'enceinte peut accueillir plus de 50 000 spectateurs et 2 000 chevaux.
Il est situé en face de l'Arboretum et jardin botanique du comté de Los Angeles.

## Historique

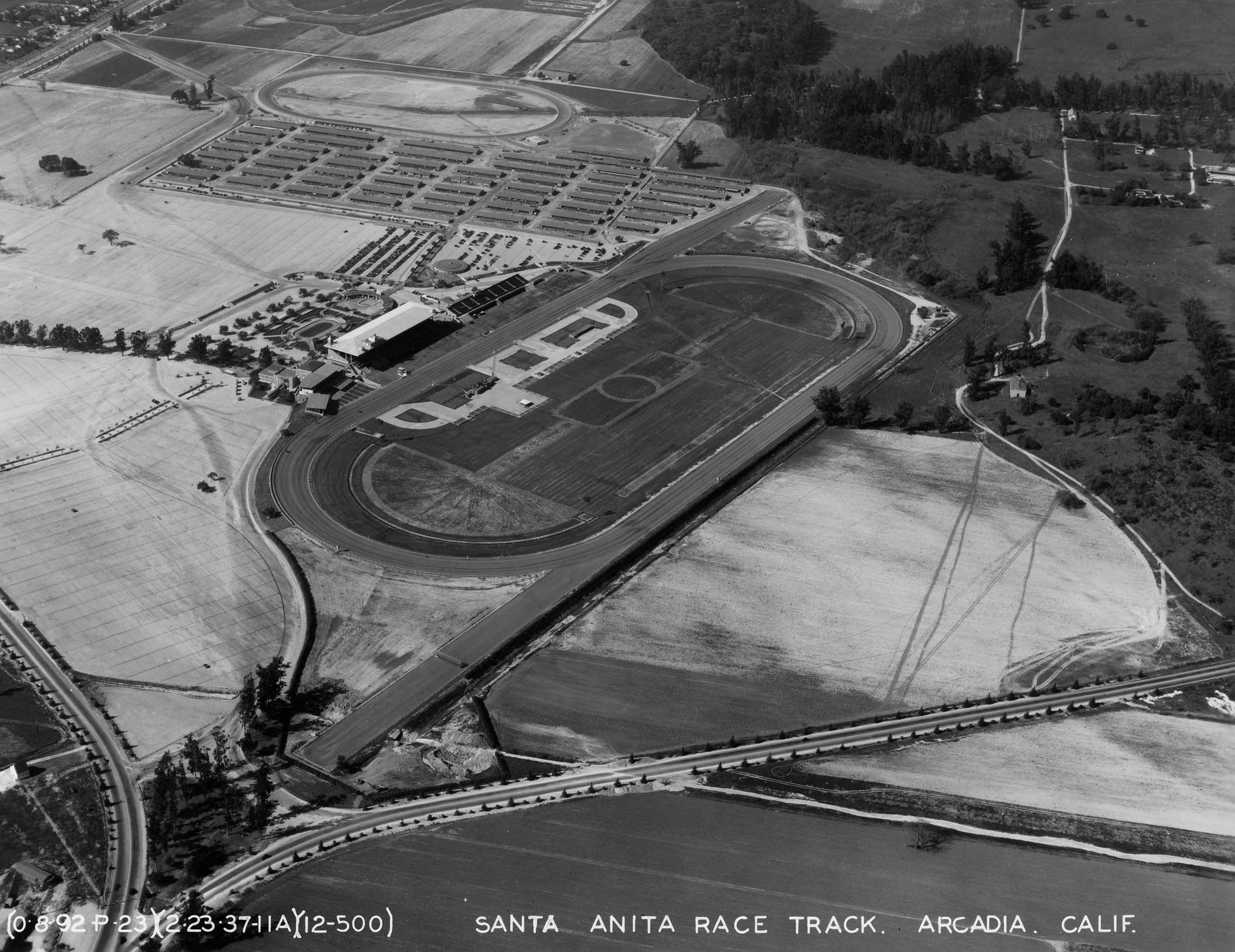
Santa Anita Race Track en 1937.

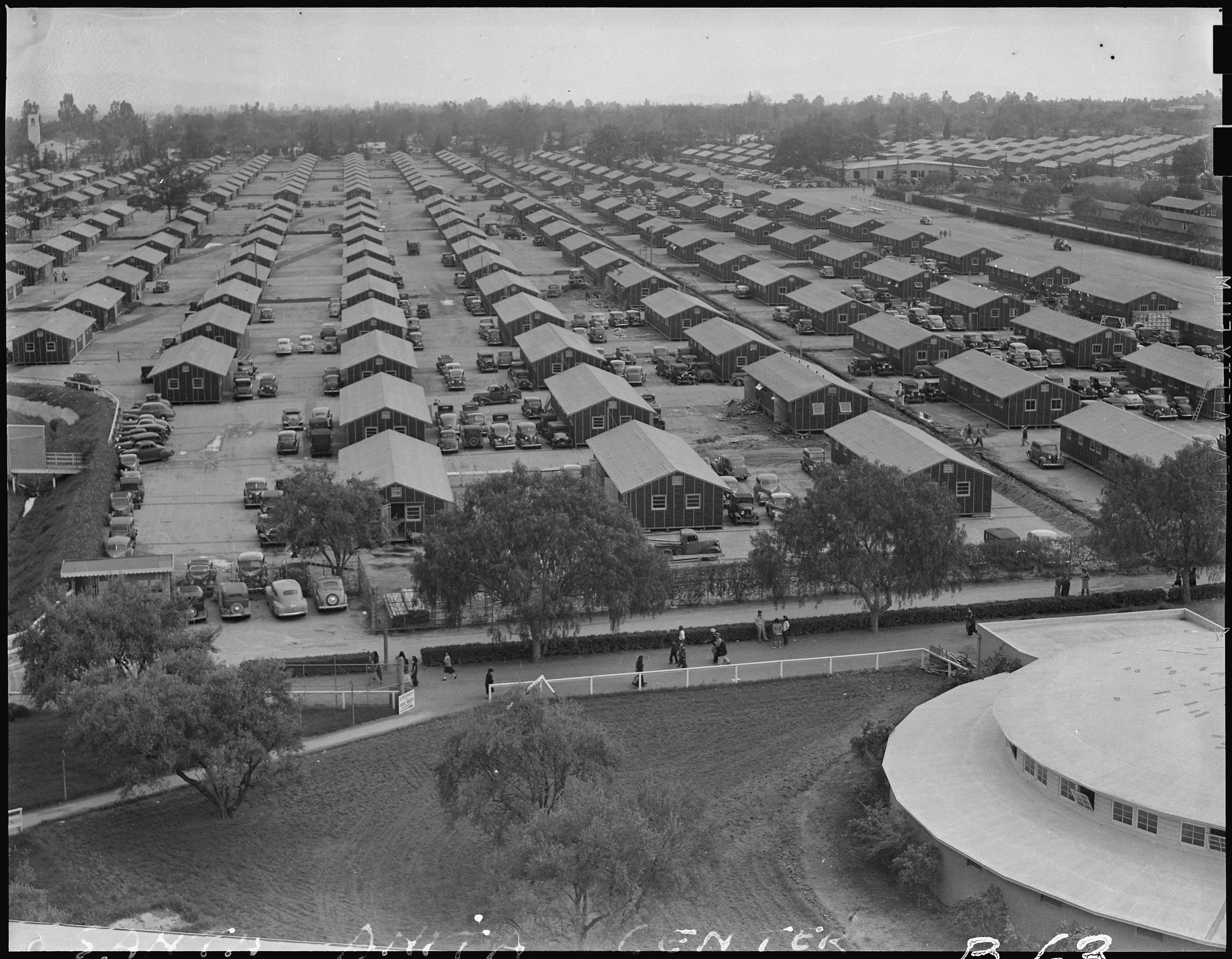
Une vue panoramique du Santa Anita Assembly Center (6 avril 1942).